# ザムエル・シャイト
ザムエル・シャイト（Samuel Scheidt, 1587年11月3日受洗 - 1653年3月24日）は、ドイツ初期バロックの作曲家、オルガン奏者。85年生まれのハインリヒ・シュッツ、86年生まれのヨハン・ヘルマン・シャインとともに、ドイツバロックの3Sと呼ばれる。

## 生涯
シャイトはハレ・アン・デア・ザーレで生まれ、当地で学んだ後、スウェーリンクに師事するためアムステルダムに赴いた。スウェーリンクは著名なオランダの作曲家であり、シャイトの音楽様式に顕著な影響を与えた。ハレに戻ったシャイトは宮廷オルガン奏者となり、後にブランデンブルク辺境伯の宮廷楽長に就任した。当時の多くのドイツの作曲家とは異なり、シャイトは三十年戦争の間もドイツに留った。秩序が回復し、宮廷楽長としての地位を取り戻すまでの間、シャイトは教師としての仕事や作曲の仕事を細々と続けながら戦時下を生き抜いた。
シャイトはドイツバロック期におけるオルガン曲の作曲家として国際的に名声を得た初めての人物であり、また宗教改革の結果確立された北ドイツ様式の最盛期の作曲家の一人でもある。南ドイツやヨーロッパのその他の国々においては宗教・芸術の両面でローマの影響が色濃く残っていたため、依然として大半の音楽がイタリア様式の派生物であった。一方プロテスタント地域はローマの影響から隔絶されていたため、音楽家たちは近隣の地域とは大きく異なる新しい様式を容易に発展させることができたのである。
シャイトの音楽は、大きく二つのカテゴリに分類することができる。多数の鍵盤音楽（大半はオルガン曲）を含む器楽曲と、無伴奏あるいは通奏低音ないしその他の楽器の伴奏による宗教声楽曲である。シャイトのオルガン曲は当時非常に有名であったが、その後バッハの音楽の陰に隠れてしまった。シャイトは夥しい数のコラール前奏曲において、しばしば定旋律変奏の技法を用いた。定旋律変奏とはコラールの各フレーズが異なるリズムの主題を用い、曲がクライマックスに達するまで、いくつかのフレーズによって構成される各変奏が段階的により技巧的になっていくという技法である。コラール前奏曲に加えて、シャイトは多数のフーガや舞曲組曲（しばしばグラウンド・バスを伴う循環形式によるもの）およびファンタジアを作曲している。
また、シャイトは多数の宗教声楽曲および世俗声楽曲を作曲しており、そのうちの多くが現存している。